# Бранислав Блажић
Бранислав Блажић (Кикинда, 1. април 1957 — Београд, 1. април 2020) био је српски хирург и политичар. Био је у више мандата у скупштинама СР Југославије, Србије и Војводине, а био је министар заштите животне средине у Влади Србије од 1998. до 2000. године. Некада истакнута личност крајње десничарске Српске радикалне странке, Блажић је био члан Српске напредне странке од њеног формирања 2008. до своје смрти.
Блажић је 6. октобра 2017. године именован за државног секретара у Министарству заштите животне средине Србије. Умро је од последица ковида 19, првог априла 2020, на свој шездесет трећи рођендан.

## Биографија
Блажић је рођен у Кикинди, Војводина, у тадашњој Народној Републици Србији у ФНРЈ. Дипломирао је на Медицинском факултету Универзитета у Београду, специјализацију из опште хирургије.
Блажић је изабран за члана Већа грађана Скупштине Савезне Републике Југославије на савезним изборима у мају 1992. године, освојивши једночлано место у Кикинди. Реизабран за други мандат на изборима у децембру 1992. и за трећи мандат на изборима 1996. од којих су оба одржана по систему пропорционалне заступљености . Блажић је био опозициони посланик у парламенту до свог именовања у владу. У новинском извештају из јула 1999. године идентификован је као члан председништва Радикалне странке.
Радикална странка је 24. марта 1998. године приступила коалиционој влади коју је предводила Социјалистичка партија Србије, а Блажић је постављен за министра животне средине у Влади српског премијера Мирка Марјановића.
Током раних фаза бомбардовања Југославије Северноатлантског савеза (НАТО) 1999. године, Блажић је тврдио да је коалиција коју предводе Американци гађала објекте хемијске индустрије „у очигледном покушају да изазове еколошку катастрофу“. Касније је оптужио НАТО да користи хемијско и радиоактивно оружје против Југославије у супротности са међународним конвенцијама, додајући да је оно што је описао као НАТО тепих бомбардовање Косова и Метохије покренуло питање да ли војна алијанса заиста жели да се албанске избеглице врате на подручје како је тврдила. Блажић је на једној конференцији за новинаре оптужио НАТО за кршење међународних конвенција које се односе на загађење нафтом, тровање бензолом, превенцију ризика од рака, прекогранично загађење ваздуха, заштиту озонског омотача, заштиту флоре и фауне и заштиту радника од опасности на раду. По завршетку кампање бомбардовања, он је сугерисао да су дим и отровна испарења изазвана акцијама НАТО-а можда допринели јаким кишама и другим лошим временским условима који су погодили Србију у лето 1999.
Почетком 2000. године, цурење цијанида пореклом из Румуније изазвало је значајну штету на рекама Тиси и Дунаву у Србији. Блажић је приликом прегледа терена приметио: "Тиса је страдала. Ни бактерије нису преживеле. Ово је тотална катастрофа." Такође је цитиран како је рекао: „Да смо ми из Југославије урадили овако нешто, вероватно бисмо били бомбардовани.“ Запретио је правним поступком против Румуније и рекао да ће бити потребно најмање пет година да се живот у реци опорави.
Мандат у влади му се завршио 24. октобра 2000. падом председника Слободана Милошевића.
Блажић је добио двадесет пету позицију на изборној листи Српске радикалне странке за парламентарне изборе у Србији 2000. године, на којима је цела земља рачунала као јединствена изборна јединица по систему пропорционалне заступљености. Странка је освојила двадесет и три мандата, а Блажић је уврштен у њену скупштинску делегацију. (Од 2000. до 2011. посланички мандати у Србији су се додељивали странкама или коалицијама спонзорима, а не појединачним кандидатима, а уобичајена је пракса да се мандати додељују по бројчаном редоследу.) Добио је двадесет девету позицију на листи. Листа Радикалне странке на изборима 2003. и поново је уврштен у њену делегацију у парламенту који је уследио. Радикална странка је током овог периода била у опозицији.
Био је уврштен на листама СРС за изборе 2007. и 2008. године, али ниједном није преузео посланички мандат.
Блажић је на покрајинским изборима у Војводини 1996. године изабран у Скупштину Војводине за четврту кикиндску дивизију. Није реизабран 2000. године, али је 2004. враћен на прво место Кикинде и служио је други мандат.
Блажић је био градоначелник Кикинде од 2004. до 2008. године. Током његовог мандата, градоначелница Новог Сада Маја Гојковић, такође члан Радикалне странке, описала га је као једног од најкомпетентнијих политичара у земљи на локалном нивоу.
Он је 2005. рекао да ће активисткиња Наташа Кандић бити persona non grata у Кикинди уз образложење да „подстиче антисрпску хистерију“ оптужујући Томислава Николића за одговорност за ратне злочине у Хрватској 1991.
СРС се поделила 2008. године, а неколико истакнутих чланова странке приступило је отцепљеној Српској напредној странци под вођством Томислава Николића. Блажић је стао на страну Николића и прешао у нову странку.
Изборни систем Србије реформисан је 2011. године, тако да су посланички мандати додељени по бројном редоследу кандидатима на листама. Блажић је на парламентарним изборима 2012. године добио двадесет девету позицију на коалиционој листи Напредне странке Покренимо Србију и постао је посланик. СНС је после избора постала водећа снага у коалиционој влади Србије, а Блажић је био члан њене скупштинске већине. Поново је изабран 2014. године, када су напредњаци извојевали убедљиву победу.
Крајем 2014. Блажић и његов колега Владимир Ђукановић отишли су у неовлашћену мисију да буду међународни посматрачи за изборе у отцепљеним Доњецкој и Луганској Народној Републици у Украјини. То је изазвало дипломатске проблеме за српску владу. Ђукановић је рекао да су он и Блажић у мисију отишли као приватна лица.
Блажић је на изборима 2016. године добио нешто нижу позицију на коалиционој изборној листи Напредне странке, али је и даље без потешкоћа враћен када је листа освојила другу узастопну већину. У парламенту који је уследио председавао је одбором за заштиту животне средине и био је члан одбора за здравље и породицу; заменик члана одбора за одбрану и унутрашње послове; и члан посланичких група пријатељства са Аустријом, Белорусијом, Немачком, Казахстаном, Русијом, Швајцарском и земљама подсахарске Африке.
Блажић је именован за заменика члана делегације Србије у Парламентарној скупштини НАТО (где Србија има статус придруженог) 2012. Он је у јуну 2016. године наговестио да Србија жели да буде сила стабилности на Балкану, али да ће остати војно неутрална и да неће постати чланица НАТО-а.
Поднео је оставку на скупштинску функцију 10. октобра 2017, након што је именован за државног секретара у Министарству заштите животне средине Србије. Био је на функцији државног секретара до смрти 2020.